# Miguel Martins
Miguel Martins Soares (født 4. november 1997 i Porto, Portugal) er en portugisisk håndboldspiller, som spiller i Aalborg Håndbold og på Portugals herrehåndboldlandshold.
Han deltog under EM i håndbold 2020 i Sverige/Østrig/Norge.
Han blev suspenderet fra VM i 2025, da han blev testet positiv for doping. En måned senere blev suspenderingen ophørt med øjeblikkelig virkning, og han kunne fortsætte sæsonen i Aalborg Håndbold. Tre dage efter vandt han pokalturneringen med Aalborg Håndbold, da de slog SønderjyskE Håndbold i semifinalen og Bjerringbro-Silkeborg i finalen. Hans holdkammerater fremhævede ham i fejringen, og kaldte processen uretfærdig.
I februar 2025 annoncerede han, at han ville forlade Aalborg Håndbold efter 2024-25 sæsonen, da han ønskede mere spilletid.